# Sveriges Radio
Sveriges Radio AB és l'organització de ràdio pública de Suècia. Es tracta d'una societat anònima, controlada per una fundació independent, que es finança a través d'un impost directe establert pel parlament suec, l'impost en qüestió és el mateix aplicat per al finançament de la TV publica sueca i consisteix en un pagament anual per cada grup familiar que compti amb almenys un receptor de televisió o ràdio; l'impost és obligatori i es paga a través d'un compte al Banc de Suècia. Actualment gestiona quatre emissores nacionals i una xarxa de 25 ràdios locals, així com altres senyals a internet i radio digital.
Forma part del sistema de radiodifusió pública de Suècia juntament amb Sveriges Television (televisió) i Utbildningsradion (servei d'educació). És a més membre fundador de la Unió Europea de Radiodifusió.

## Història

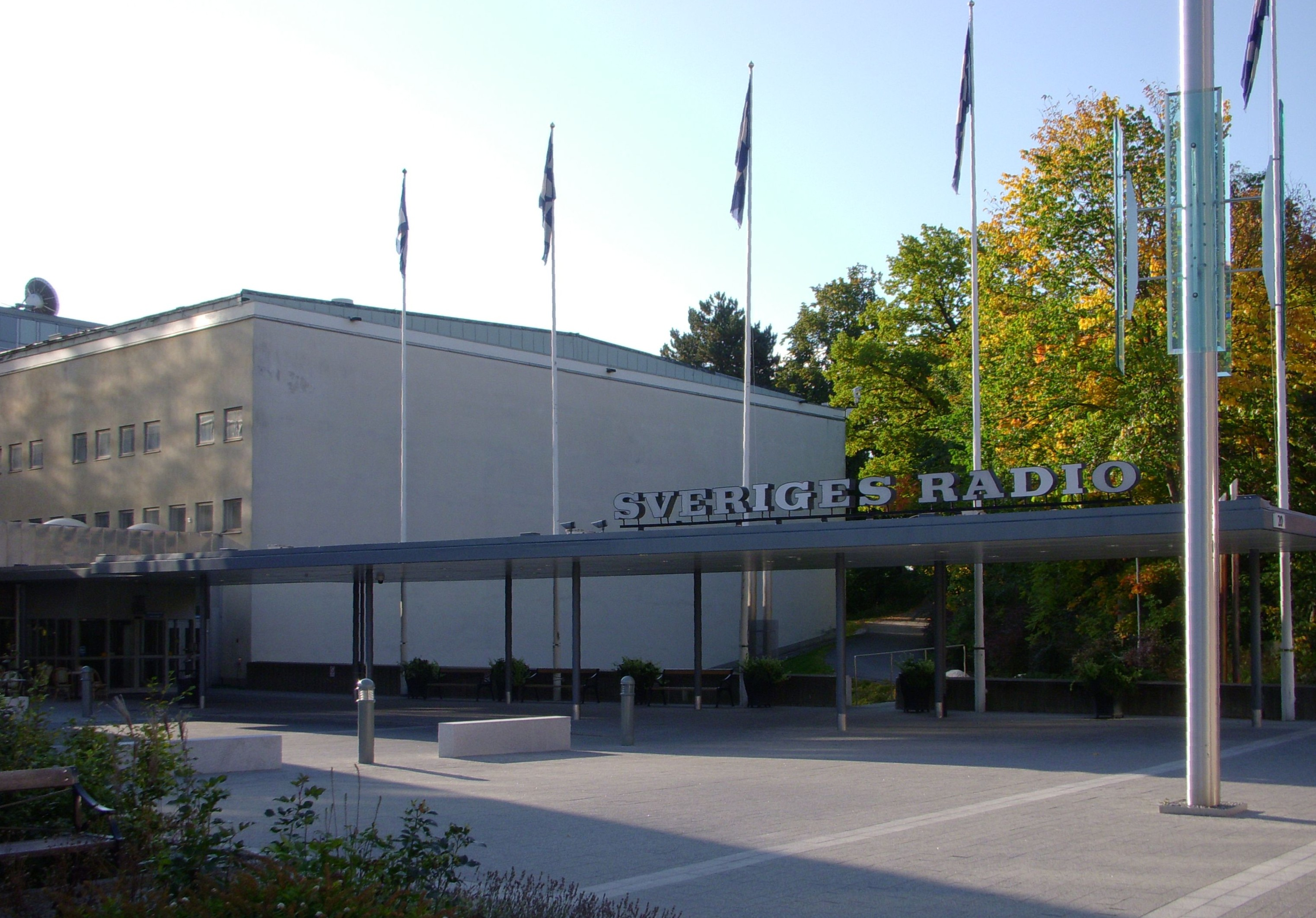
Seu de Sveriges Radio an Estocolm.

La ràdio pública sueca fou fundada l'1 de març de 1925 com a «AB Radiotjänst». Des del seu naixement es va inspirar en el model de la BBC britànica, tant referent al finançament directe com en la creació de programes. Dos anys després es va establir la Orquestra de la Ràdio Sueca. L'espai més veterà del servei públic és l'informatiu Dagens Eko, creat en 1937.
Amb motiu del seu trenta aniversari es va posar en marxa una segona emissora nacional. En 1957 van començar les emissions de la televisió pública (actual Sveriges Television), gestionada en els seus primers anys pel servei radiofònic que passaria a dir-se Sveriges Ràdio. La SR va mantenir el monopoli de la ràdio a Suècia fins a la irrupció d'emissores pirates en els anys 1960, per la qual cosa va ampliar la seva oferta a un tercer canal en 1962.
La SR va estructurar la seva oferta de programació a partir de 1966 amb tres emissores nacionals: P1 (generalista), P2 (cultura) i P3 (música i entreteniment). Alhora el tercer canal va assumir desconnexions regionals durant els caps de setmana, regularitzades en 1977.
En 1979 el govern suec va reorganitzar la radiodifusió pública en quatre empreses subsidiàries: Sveriges Riksradio (ràdio nacional), Sveriges Television (televisió), Sveriges Utbildningsradio (educacional) i Sveriges Lokalradio (ràdio local). La separació entre ràdio nacional i local es va mantenir fins a 1993, quan totes dues empreses es van fusionar en la Sveriges Ràdio actual.
Des de 1987 existeix una quarta cadena (P4) formada per totes les ràdios locals. Les emissions en DAB e internet van començar en 1995.

## Serveis
| Logo  | Programació |
| ----- | --- |
| SR P1 | SR P1: Emissora principal de la ràdio pública sueca, fundada en 1925. La seva programació està centrada en notícies, magazins i espais parlats, de forma similar a BBC Radio 4. El seu espai més popular és Sommar, retransmès tots els estius, en el qual cada edició és presentada per una personalitat sueca diferent. |
| SR P2 | SR P2: Emissora especialitzada en música clàssica, música contemporània i jazz. També inclou programes educatius (produïts per Utbildningsradion) i espais per a minories lingüístiques. Es va posar en marxa en 1955. |
| SR P3 | SR P3: Emissora dirigida a un públic entre els 14 i els 35 anys. És considerada la principal ràdio musical del grup. Les seves emissions van començar en 1964. Combina èxits actuals amb clàssics d'adult contemporani. Emet cançons tant en anglès com en suec.                                                          |
| SR P4 | SR P4: Inaugurada en 1987, és una xarxa composta per 25 emissores locals i regionals, amb una programació informativa de proximitat, esdeveniments espacials i música contemporània. És l'emissora amb més audiència del grup en el seu conjunt. La P4 d'Estocolm és la filial radial més oïda de Suècia                  |

SR s'encarrega també de l'Orquestra Simfònica de la Ràdio Sueca i de nombrosos serveis addicionals a través d'internet. Les ciutats d'Estocolm i Malmö disposen de dues emissores en FM dirigides al públic juvenil: P5 STHLM i Din gata 100.6, respectivament.
La Ràdio Sueca es finança a través d'un impost directe pels serveis públics de ràdio i televisió. Com a contrapartida, no pot emetre cap mena de publicitat.